# 105. Kongress der Vereinigten Staaten
Der 105. Kongress der Vereinigten Staaten beschreibt die Legislaturperiode von Repräsentantenhaus und Senat in den Vereinigten Staaten zwischen dem 3. Januar 1997 und dem 3. Januar 1999. Alle Abgeordneten des Repräsentantenhauses sowie ein Drittel der Senatoren (Klasse II) waren am  5. November 1996 bei den Kongresswahlen gewählt worden. In beiden Kammern ergab sich eine republikanische Mehrheit. Der Kongress tagte in der amerikanischen Bundeshauptstadt Washington, D.C. Die Sitzverteilung im Repräsentantenhaus basierte auf der Volkszählung von 1990.

## Wichtige Ereignisse
Siehe auch 1997 und 1998
- 3. Januar 1997:  Der neugewählte Kongress nimmt seine Arbeit auf.
- 7. August 1998: Terroranschläge auf die Botschaften der Vereinigten Staaten in Daressalam und Nairobi
- 19. Dezember 1998: Amtsenthebungsverfahren gegen den Demokratischen Präsidenten Bill Clinton wird eingeleitet.

## Die wichtigsten Gesetze
In den Sitzungsperioden des 105. Kongresses wurden unter anderem folgende Bundesgesetze verabschiedet (siehe auch: Gesetzgebungsverfahren):
- 5.  August 1997: Balanced Budget Act of 1997
- 5.  August  1997: Taxpayer Relief Act of 1997
- 9.  Juni 1998: Transportation Equity Act for the 21st Century
- 22. Juli  1998: Internal Revenue Service Restructuring and Reform Act of 1998
- 7. August 1998: Workforce Investment Act of 1998
- 21. Oktober 1998: Children’s Online Privacy Protection Act
- 27. Oktober 1998: Copyright Term Extension Act
- 26. Oktober 1998: Digital Millennium Copyright Act
- 31. Oktober 1998: Iraq Liberation Act

## Zusammensetzung nach Parteien

### Senat

Mehrheitsverhältnisse im 105. Kongress
45 demokratische Senatoren
55 republikanische Senatoren

Im Verlauf der Legislaturperiode ergaben sich keine Mehrheitsveränderungen
|                              | Partei (Schattierung zeigt Mehrheitspartei) | Partei (Schattierung zeigt Mehrheitspartei) | Total |   |
| ---------------------------- | ------------------------------------------- | ------------------------------------------- | ----- | - |
|                              |                                             |                                             | Total |   |
| Republikaner                 | Demokraten                                  | Vacant                                      | Total |   |
| Ende des 104. Kongresses     | 53                                          | 47                                          | 100   | 0 |
|                              |                                             |                                             |       |   |
| 105th Congress               | 55                                          | 45                                          | 100   | 0 |
| Abschließender Stimmenanteil | 55 %                                        | 45 %                                        |       |   |
|                              |                                             |                                             |       |   |
| Beginn des 106. Kongresses   | 55                                          | 45                                          | 100   | 0 |

### Repräsentantenhaus

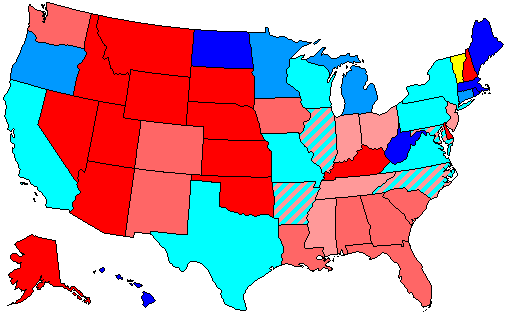

|                                   | Partei (Schattierung zeigt Mehrheitspartei) | Partei (Schattierung zeigt Mehrheitspartei) | Partei (Schattierung zeigt Mehrheitspartei) | Total |   |
| --------------------------------- | ------------------------------------------- | ------------------------------------------- | ------------------------------------------- | ----- | - |
|                                   |                                             |                                             |                                             | Total |   |
| Republikaner                      | Demokraten                                  | Unabhängige                                 | Vakant                                      | Total |   |
| Ende des 104. Kongresses          | 234                                         | 198                                         | 1                                           | 433   | 2 |
|                                   |                                             |                                             |                                             |       |   |
| Anfang                            | 226                                         | 207                                         | 2                                           | 435   | 0 |
| Ende                              | 227                                         | 207                                         | 2                                           | 435   | 0 |
| Abschließender Stimmenanteil      | 52,2 %                                      | 47,6 %                                      | 0,2 %                                       |       |   |
|                                   |                                             |                                             |                                             |       |   |
| Beginn des 106. Kongresses        | 223                                         | 211                                         | 1                                           | 435   | 0 |
| Nicht stimmberechtigte Mitglieder | 1                                           | 4                                           | 0                                           | 5     | 0 |

| Mehrheitsverhältnisse in den Einzelstaaten | Mehrheitsverhältnisse in den Einzelstaaten |
| ------------------------------------------ | ------------------------------------------ |
| 80.1–100 % Republikaner                    | 80.1–100 % Demokratenc                     |
| 60.1–80 % Republikaner                     | 60.1–80 % Demokraten                       |
| 50.1–60 % Republikaner                     | 50.1–60 % Demokraten                       |
|  Unentschieden 50–50 split                 | 1 Unabhängige                              |

## Amtsträger

### Repräsentantenhaus
| Amt                               | Amt               | Name |
| --------------------------------- | ----------------- | ---- |
| Sprecher des Repräsentantenhauses | Newt Gingrich (R) |      |

#### Führung der Mehrheitspartei
| Amt             | Amt            | Name |
| --------------- | -------------- | ---- |
| Mehrheitsführer | Dick Armey (R) |      |
| Mehrheitswhip   | Tom DeLay (R)  |      |

#### Führung der Minderheitspartei
| Amt               | Amt                 | Name |
| ----------------- | ------------------- | ---- |
| Minderheitsführer | Dick Gephardt (D)   |      |
| Minderheitswhip   | David E. Bonior (D) |      |

### Senat
| Präsident des Senats  | Al Gore (D)        |
| Präsident pro tempore | Strom Thurmond (R) |

#### Führung der Mehrheitspartei
| Amt             | Amt             | Name |
| --------------- | --------------- | ---- |
| Mehrheitsführer | Trent Lott (R)  |      |
| Mehrheitswhip   | Don Nickles (R) |      |

#### Führung der Minderheitspartei
| Amt               | Amt              | Name |
| ----------------- | ---------------- | ---- |
| Minderheitsführer | Tom Daschle (D)  |      |
| Minderheitswhip   | Wendell Ford (D) |      |

## Senatsmitglieder
Siehe Liste der Mitglieder des Senats im 105. Kongress der Vereinigten Staaten

## Mitglieder des Repräsentantenhauses
Folgende Kongressabgeordnete vertraten im 105. Kongress die Interessen ihrer jeweiligen Bundesstaaten:
| Alabama 7 Wahlbezirke - 1. Sonny Callahan (R) - 2. Terry Everett (R) - 3. Bob Riley (R) - 4. Robert Aderholt (R) - 5. Robert E. Cramer (D) - 6. Spencer Bachus (R) - 7. Earl F. Hilliard (D) Alaska Staatsweite Wahl - Don Young (R) Arizona 6 Wahlbezirke - 1. Matt Salmon (R) - 2. Ed Pastor (D) - 3. Bob Stump (R) - 4. John Shadegg (R) - 5. Jim Kolbe (R) - 6. J. D. Hayworth (R) Arkansas 4 Wahlbezirke. - 1. Marion Berry (D) - 2. Vic Snyder (D) - 3. Asa Hutchinson (R) - 4. Jay Dickey (R) Kalifornien 52 Wahlbezirke. - 1. Frank Riggs (R) - 2. Wally Herger (R) - 3. Victor H. Fazio (D) - 4. John Doolittle (R) - 5. Bob Matsui (D) - 6. Lynn Woolsey (D) - 7. George Miller (D) - 8. Nancy Pelosi (D) - 9. Ron Dellums (D) bis zum 6. Februar 1998 - Barbara Lee (D) ab dem 21. April 1998 - 10. Ellen Tauscher (D) - 11. Richard Pombo (R) - 12. Tom Lantos (D) - 13. Pete Stark (D) - 14. Anna Eshoo (D) - 15. Tom Campbell (R) - 16. Zoe Lofgren (D) - 17. Sam Farr (D) - 18. Gary Condit (D) - 19. George Radanovich (R) - 20. Cal Dooley (D) - 21. Bill Thomas (R) - 22. Walter Capps (D) bis zum 28. Oktober 1997 - Lois Capps (D) ab dem 17. März 1998 - 23. Elton Gallegly (R) - 24. Brad Sherman (D) - 25. Howard McKeon (R) - 26. Howard Berman (D) - 27. James E. Rogan (R) - 28. David Dreier (R) - 29. Henry Waxman (D) - 30. Xavier Becerra (D) - 31. Matthew G. Martínez (D) - 32. Julian C. Dixon (D) - 33. Lucille Roybal-Allard (D) - 34. Esteban Edward Torres (D) - 35. Maxine Waters (D) - 36. Jane Harman (D) - 37. Juanita Millender-McDonald (D) - 38. John S. Horn (R) - 39. Ed Royce (R) - 40. Jerry Lewis (R) - 41. Jay Kim (R) - 42. George Brown Jr. (D) - 43. Ken Calvert (R) - 44. Sonny Bono (R) bis zum 5. Januar 1998 - Mary Bono Mack (R) ab dem 7. April 1998 - 45. Dana Rohrabacher (R) - 46. Loretta Sanchez (D) - 47. Christopher Cox (R) - 48. Ron Packard (R) - 49. Brian Bilbray (R) - 50. Bob Filner (D) - 51. Randy Cunningham (R) - 52. Duncan Hunter (R) Colorado 6 Wahlbezirke - 1. Diana DeGette (D) - 2. David Skaggs (D) - 3. Scott McInnis (R) - 4. Bob Schaffer (R) - 5. Joel Hefley (R) - 6. Daniel Schaefer (R) Connecticut 6 Wahlbezirke - 1. Barbara B. Kennelly (D) - 2. Sam Gejdenson (D) - 3. Rosa DeLauro (D) - 4. Christopher Shays (R) - 5. James H. Maloney (D) - 6. Nancy Johnson (R) Delaware Staatsweite Wahl - Michael Castle (R) Florida 23 Wahlbezirke - 1. Joe Scarborough (R) - 2. Allen Boyd (D) - 3. Corrine Brown (D) - 4. Tillie K. Fowler (R) - 5. Karen Thurman (D) - 6. Cliff Stearns (R) - 7. John Mica (R) - 8. Bill McCollum (R) - 9. Michael Bilirakis (R) - 10. Bill Young (R) - 11. Jim Davis (D) - 12. Charles T. Canady (R) - 13. Dan Miller (R) - 14. Porter Goss (R) - 15. Dave Weldon (R) - 16. Mark Foley (R) - 17. Carrie P. Meek (D) - 18. Ileana Ros-Lehtinen (R) - 19. Robert Wexler (D) - 20. Peter R. Deutsch (D) - 21. Lincoln Diaz-Balart (R) - 22. E. Clay Shaw (R) - 23. Alcee Hastings (D) Georgia 11 Wahlbezirke - 1. Jack Kingston (R) - 2. Sanford Bishop (D) - 3. Mac Collins (R) - 4. Cynthia McKinney (D) - 5. John Lewis (D) - 6. Newt Gingrich (R) - 7. Bob Barr (R) - 8. Saxby Chambliss (R) - 9. Nathan Deal (R) - 10. Charlie Norwood (R) - 11. John Linder (R) Hawaii 2 Wahlbezirke - 1. Neil Abercrombie (D) - 2. Patsy Mink (D) Idaho 2 Wahlbezirke - 1. Helen Chenoweth-Hage (R) - 2. Mike Crapo (R) Illinois 20 Wahlbezirke - 1. Bobby L. Rush (D) - 2. Jesse Jackson Jr. (D) - 3. Bill Lipinski (D) - 4. Luis Gutiérrez (D) - 5. Rod Blagojevich (D) - 6. Henry Hyde (R) - 7. Danny K. Davis (D) - 8. Phil Crane (R) - 9. Sidney R. Yates (D) - 10. John Edward Porter (R) - 11. Jerry Weller (R) - 12. Jerry Costello (D) - 13. Harris W. Fawell (R) - 14. Dennis Hastert (R) - 15. Thomas W. Ewing (R) - 16. Donald Manzullo (R) - 17. Lane Evans (D) - 18. Ray LaHood (R) - 19. Glenn Poshard (D) - 20. John Shimkus (R) Indiana 10 Wahlbezirke - 1. Pete Visclosky (D) - 2. David M. McIntosh (R) - 3. Timothy J. Roemer (D) - 4. Mark Souder (R) - 5. Steve Buyer (R) - 6. Dan Burton (R) - 7. Edward A. Pease (R) - 8. John Hostettler (R) - 9. Lee H. Hamilton (D) - 10. Julia Carson (D) Iowa 5 Wahlbezirke - 1. Jim Leach (R) - 2. Jim Nussle (R) - 3. Leonard Boswell (D) - 4. Greg Ganske (R) - 5. Tom Latham (R) Kansas 4 Wahlbezirke. - 1. Jerry Moran (R) - 2. Jim Ryun (R) - 3. Vince Snowbarger (R) - 4. Todd Tiahrt (R) Kentucky 6 Wahlbezirke - 1. Ed Whitfield (R) - 2. Ron Lewis (R) - 3. Anne Northup (R) - 4. Jim Bunning (R) - 5. Hal Rogers (R) - 6. Scotty Baesler (D) Louisiana 7 Wahlbezirke - 1. Bob Livingston (R) - 2. William J. Jefferson (D) - 3. Billy Tauzin (R) - 4. Jim McCrery (R) - 5. John Cooksey (R) - 6. Richard H. Baker (R) - 7. Chris John (D) Maine 2 Wahlbezirke - 1. Tom Allen (D) - 2. John Baldacci (D) Maryland 8 Wahlbezirke - 1. Wayne Gilchrest (R) - 2. Robert L. Ehrlich (R) - 3. Ben Cardin (D) - 4. Albert Wynn (D) - 5. Steny Hoyer (D) - 6. Roscoe Bartlett (R) - 7. Elijah Cummings (D) - 8. Connie Morella (R) Massachusetts 10 Wahlbezirke - 1. John Olver (D) - 2. Richard Neal (D) - 3. Jim McGovern (D) - 4. Barney Frank (D) - 5. Marty Meehan (D) - 6. John F. Tierney (D) - 7. Ed Markey (D) - 8. Joseph Patrick Kennedy II (D) - 9. Joe Moakley (D) - 10. Bill Delahunt (D) Michigan 16 Wahlbezirke - 1. Bart Stupak (D) - 2. Pete Hoekstra (R) - 3. Vern Ehlers (R) - 4. David Lee Camp (R) - 5. James A. Barcia (D) - 6. Fred Upton (R) - 7. Nick H. Smith (R) - 8. Debbie Stabenow (D) - 9. Dale E. Kildee (D) - 10. David E. Bonior (D) - 11. Joe Knollenberg (R) - 12. Sander M. Levin (D) - 13. Lynn N. Rivers (D) - 14. Carolyn Cheeks Kilpatrick (D) - 15. John Conyers (D) - 16. John Dingell Jr. (D) Minnesota 8 Wahlbezirke - 1. Gil Gutknecht (R) - 2. David Minge (DFL = Democratic Farmer Labor Party) bundesweit zählt die Partei zu (D) - 3. Jim Ramstad (R) - 4. Bruce Vento (DFL) - 5. Martin Olav Sabo (DFL) - 6. Bill Luther (DFL) - 7. Collin Peterson (DFL) - 8. Jim Oberstar (DFL) Mississippi 5 Wahlbezirke - 1. Roger Wicker (R) - 2. Bennie Thompson (D) - 3. Chip Pickering (R) - 4. Michael Parker (D) wechselte während der Legislaturperiode zu (R) - 5. Gene Taylor (D) | Missouri 9 Wahlbezirke - 1. Bill Clay (D) - 2. Jim Talent (R) - 3. Dick Gephardt (D) - 4. Ike Skelton (D) - 5. Karen McCarthy (D) - 6. Pat Danner (D) - 7. Roy Blunt (R) - 8. Jo Ann Emerson (R) - 9. Kenny Hulshof (R) Montana 1 Wahlbezirk (staatsweit) - 1. Rick Hill (R) Nebraska 3 Wahlbezirke - 1. Doug Bereuter (R) - 2. Jon Lynn Christensen (R) - 3. Bill Barrett (R) Nevada 2. Wahlbezirkel - 1. John Ensign (R) - 2. Jim Gibbons (R) New Hampshire 2 Wahlbezirke - 1. John E. Sununu (R) - 2. Charles Bass (R) New Jersey 13 Wahlbezirke - 1. Rob Andrews (D) - 2. Frank LoBiondo (R) - 3. Jim Saxton (R) - 4. Chris Smith (R) - 5. Marge Roukema (R) - 6. Frank Pallone (D) - 7. Bob Franks (R) - 8. Bill Pascrell (D) - 9. Steve Rothman (D) - 10. Donald M. Payne (D) - 11. Rodney Frelinghuysen (R) - 12. Michael J. Pappas (R) - 13. Bob Menendez (D) New Mexico 3 Wahlbezirke - 1. Steven Schiff (R) bis zum 25. März 1998 - Heather Wilson (R) ab dem 25. Juni 1998 - 2. Joe Skeen (R) - 3. Bill Richardson (D) bis zum 13. Februar 1997 - William T. Redmond (R) ab dem 13. Mai 1997 New York 31 Wahlbezirke - 1. Michael Forbes (R) - 2. Rick Lazio (R) - 3. Peter T. King (R) - 4. Carolyn McCarthy (D) - 5. Gary Ackerman (D) - 6. Floyd H. Flake (D) bis zum 17. November 1997 - Gregory Meeks (D) ab dem 3. Februar 1998 - 7. Thomas J. Manton (D) - 8. Jerrold Nadler (D) - 9. Charles Schumer (D) - 10. Ed Towns (D) - 11. Major Owens (D) - 12. Nydia Velázquez (D) - 13. Susan Molinari (R) bis zum 13. August 1997 - Vito Fossella (R) ab dem 4. November 1997 - 14. Carolyn B. Maloney (D) - 15. Charles B. Rangel (D) - 16. José Serrano (D) - 17. Eliot Engel (D) - 18. Nita Lowey (D) - 19. Sue W. Kelly (R) - 20. Benjamin A. Gilman (R) - 21. Michael R. McNulty (D) - 22. Gerald B. H. Solomon (R) - 23. Sherwood Boehlert (R) - 24. John M. McHugh (R) - 25. James T. Walsh (R) - 26. Maurice Hinchey (D) - 27. Bill Paxon (R) - 28. Louise Slaughter (D) - 29. John J. LaFalce (D) - 30. Jack Quinn (R) - 31. Amo Houghton (R) North Carolina 12 Wahlbezirke - 1. Eva M. Clayton (D) - 2. Bob Etheridge (D) - 3. Walter B. Jones (R) - 4. David Price (D) - 5. Richard Burr (R) - 6. Howard Coble (R) - 7. Mike McIntyre (D) - 8. Bill Hefner (D) - 9. Sue Wilkins Myrick (R) - 10. Cass Ballenger (R) - 11. Charles H. Taylor (R) - 12. Mel Watt (D) North Dakota 1 Wahlbezirk (staatsweit) - 1. Earl Pomeroy (D) Ohio 19 Wahlbezirke - 1. Steve Chabot (R) - 2. Rob Portman (R) - 3. Tony Hall (D) - 4. Michael Oxley (R) - 5. Paul Gillmor (R) - 6. Ted Strickland (D) - 7. Dave Hobson (R) - 8. John Boehner (R) - 9. Marcy Kaptur (D) - 10. Dennis Kucinich (R) - 11. Louis Stokes (D) - 12. John Kasich (R) - 13. Sherrod Brown (D) - 14. Thomas C. Sawyer (D) - 15. Deborah Pryce (R) - 16. Ralph Regula (R) - 17. James Traficant (D) - 18. Robert Ney (R) - 19. Steve LaTourette (R) Oklahoma 6 Wahlbezirke - 1. Steve Largent (R) - 2. Tom Coburn (R) - 3. Wes Watkins (R) - 4. J. C. Watts (R) - 5. Ernest Istook (R) - 6. Frank Lucas (R) Oregon 5 Wahlbezirke - 1. Elizabeth Furse (D) - 2. Robert Freeman Smith (R) - 3. Earl Blumenauer (D) - 4. Peter DeFazio (D) - 5. Darlene Hooley (D) Pennsylvania 21 Wahlbezirke - 1. Thomas M. Foglietta (D) bis zum 11. November 1997 - Bob Brady (D) ab dem 19. Mai 1998 - 2. Chaka Fattah (D) - 3. Robert A. Borski (D) - 4. Ron Klink (D) - 5. John E. Peterson (R) - 6. Tim Holden (D) - 7. Curt Weldon (R) - 8. James C. Greenwood (R) - 9. Bud Shuster (R) - 10. Joseph M. McDade (R) - 11. Paul E. Kanjorski (D) - 12. John Murtha (D) - 13. Jon D. Fox (R) - 14. William J. Coyne (D) - 15. Paul McHale (D) - 16. Joseph R. Pitts (R) - 17. George Gekas (R) - 18. Michael F. Doyle (D) - 19. William F. Goodling (R) - 20. Frank Mascara (D) - 21. Phil English (R) Rhode Island 2 Wahlbezirke - 1. Patrick Joseph Kennedy (D) - 2. Robert Weygand (D) South Carolina 6 Wahlbezirke. - 1. Mark Sanford (R) - 2. Floyd Spence (R) - 3. Lindsey Graham (R) - 4. Bob Inglis (R) - 5. John Spratt (D) - 6. Jim Clyburn (D) South Dakota 1 Wahlbezirk (staatsweit) - 1. John Thune (R) Tennessee 9 Wahlbezirke - 1. William L. Jenkins (R) - 2. Jimmy Duncan (R) - 3. Zach Wamp (R) - 4. Van Hilleary (R) - 5. Bob Clement (D) - 6. Bart Gordon (D) - 7. Ed Bryant (R) - 8. John S. Tanner (D) - 9. Harold Ford Jr. (D) Texas 30 Wahlbezirke - 1. Max Sandlin (D) - 2. Jim Turner (D) - 3. Sam Johnson (R) - 4. Ralph Hall (D) - 5. Pete Sessions (R) - 6. Joe Barton (R) - 7. William Archer Jr. (R) - 8. Kevin Brady (R) - 9. Nick Lampson (D) - 10. Lloyd Doggett (D) - 11. Chet Edwards (D) - 12. Kay Granger (R) - 13. Mac Thornberry (R) - 14. Ron Paul (R) - 15. Rubén Hinojosa (D) - 16. Silvestre Reyes (D) - 17. Charles Stenholm (D) - 18. Sheila Jackson Lee (D) - 19. Larry Combest (R) - 20. Henry B. Gonzalez (D) - 21. Lamar S. Smith (R) - 22. Tom DeLay (R) - 23. Henry Bonilla (R) - 24. Martin Frost (D) - 25. Ken Bentsen (D) - 26. Dick Armey (R) - 27. Solomon P. Ortiz (D) - 28. Frank Tejeda (D) bis zum 30. Januar 1997 - Ciro Rodriguez (D) ab dem 12. April 1997 - 29. Gene Green (D) - 30. Eddie Bernice Johnson (D) Utah 3 Wahlbezirke - 1. James V. Hansen (R) - 2. Merrill Cook (R) - 3. Chris Cannon (R) Vermont 1 Wahlbezirk (staatsweit) - 1. Bernie Sanders (Unabhängiger) Virginia 11 Wahlbezirke - 1. Herbert H. Bateman (R) - 2. Owen B. Pickett (D) - 3. Bobby Scott (D) - 4. Norman Sisisky (D) - 5. Virgil Goode (D) - 6. Bob Goodlatte (R) - 7. Thomas J. Bliley (R) - 8. Jim Moran (D) - 9. Rick Boucher (D) - 10. Frank Wolf (R) - 11. Thomas M. Davis (R) Washington 9 Wahlbezirke - 1. Rick White (R) - 2. Jack Metcalf (R) - 3. Linda Smith (R) - 4. Doc Hastings (R) - 5. George Nethercutt (R) - 6. Norman D. Dicks (D) - 7. Jim McDermott (D) - 8. Jennifer Dunn (R) - 9. Adam Smith (D) West Virginia 3 Wahlbezirke - 1. Alan Mollohan (D) - 2. Bob Wise (D) - 3. Nick Rahall (D) Wisconsin 9 Wahlbezirke - 1. Mark Neumann (R) - 2. Scott L. Klug (R) - 3. Ron Kind (D) - 4. Jerry Kleczka (D) - 5. Tom Barrett (D) - 6. Tom Petri (R) - 7. Dave Obey (D) - 8. Jay W. Johnson (D) - 9. Jim Sensenbrenner (R) Wyoming Staatsweite Wahlen - Barbara Cubin (R) |

Nicht stimmberechtigte Mitglieder im Repräsentantenhaus:
- Amerikanisch-Samoa
  - Eni Faleomavaega (D)
- District of Columbia
  - Eleanor Holmes Norton (D)
- Guam
  - Robert A. Underwood (D)
- Puerto Rico:
  - Carlos Romero Barceló (D)
- Amerikanische Jungferninseln
  - Donna Christian-Christensen (D)